# Santa Helena (Paraná)
Santa Helena is een gemeente in de Braziliaanse deelstaat Paraná. De gemeente telt 24.198 inwoners (schatting 2009).

## Aangrenzende gemeenten
De gemeente grenst aan Diamante d'Oeste, Entre Rios do Oeste, Itaipulândia, Missal en São José das Palmeiras.

### Landsgrens
En met als landsgrens aan de gemeente Mbaracayú en San Alberto in het district Santa Fe del Parana in het departement Alto Paraná en aan de gemeente Nueva Esperanza in het departement Canindeyú met het buurland Paraguay.